# Centre Aquàtic de París
El Centre Aquàtic de París o Centre Aquàtic Olímpic (CAO) és una piscina olímpica situada a Saint-Denis, especialment construïda per acollir competicions d'esports aquàtics durant els Jocs Olímpics d'Estiu de 2024 a París: salts, waterpolo i natació sincronitzada.
Situat al cor de la Zone d'aménagement concerté (ZAC) Plaine Saulnier, al districte de La Plaine Saint-Denis, es troba davant de l'Stade de France al qual està connectat per una passarel·la que travessa l'autopista A1. La construcció del projecte ha estat gestionada per la Métropoli del Gran Paris.

## Història
Des de 2005, Aubervilliers participava en un projecte de desenvolupament vinculat a la candidatura dels Jocs Olímpics de París 2012 a l'espai del Fort d'Aubervilliers. Formada per cinc piscines, amb una exterior, havia d'acollir 15.000 espectadors en grades desmuntables.

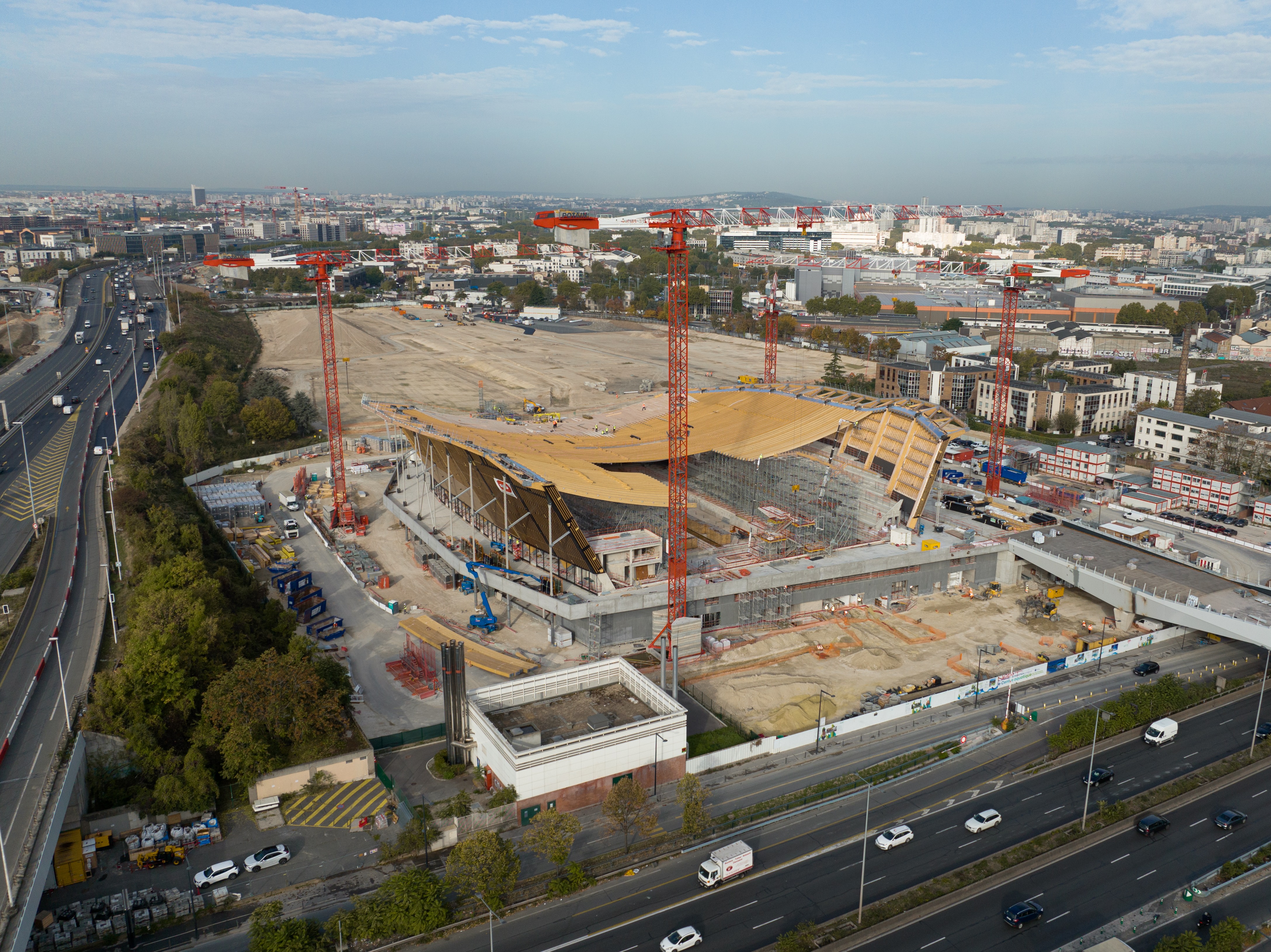
Construcció de la piscina olímpica a l'octubre de 2022.

La candidatura de París als Jocs Olímpics d'estiu 2024 va rellançar el projecte. Al juny de 2016, el grup d'interès públic responsable de la candidatura de París als Jocs Olímpics 2024 va decidir establir una piscina olímpica a Saint-Denis, en un terreny ocupat llavors pel centre de recerca Engie, situat a l'oest del Stade de France que està separat per l'avinguda Président-Wilson. Entre 1885 i 1977, un gran espai situat al número 361 d'aquesta via va acollir la fàbrica de gas Landy, que subministrava gas a la regió de París. Limitava amb l'A86 al sud, l'Avenue du Président-Wilson a l'est, la N410 a l'oest i la N412 al nord. El 1977, el lloc es va convertir en el Centre de Recerca de Gas de Saint-Denis. El 2019, Engie va abandonar les instal·lacions i es van portar a terme importants treballs de descontaminació.
Després dels Jocs, el centre aquàtic olímpic constarà d'una sala d'acollida, espais per a nedadors, una sala formada per una piscina 50 × 25, és a dir, 10 carrils de natació, piscina de salts de 26 × 25, amb capacitat de 2.500 places, podent-se incrementar fins a 6.000 amb grades desmuntables. Acollirà sessions escolars, esportives i de lleure de natació i salts, activitats supervisades i pràctiques lliures de natació.
Les obres del Centre Aquàtic Olímpic i la passarel·la adjacent han suposat una inversió en gestió de projectes per part de la Metròpoli del Gran París estimada en 174,7 milions d'euros, dels quals 154.7 milions provenen de Solideo. Aquesta és la principal inversió en infraestructura esportiva creada per als Jocs 2024. La piscina es va inaugurar el 4 d'abril de 2024 amb la presència d'Emmanuel Macron, president de la República.

## Instal·lació de les piscines

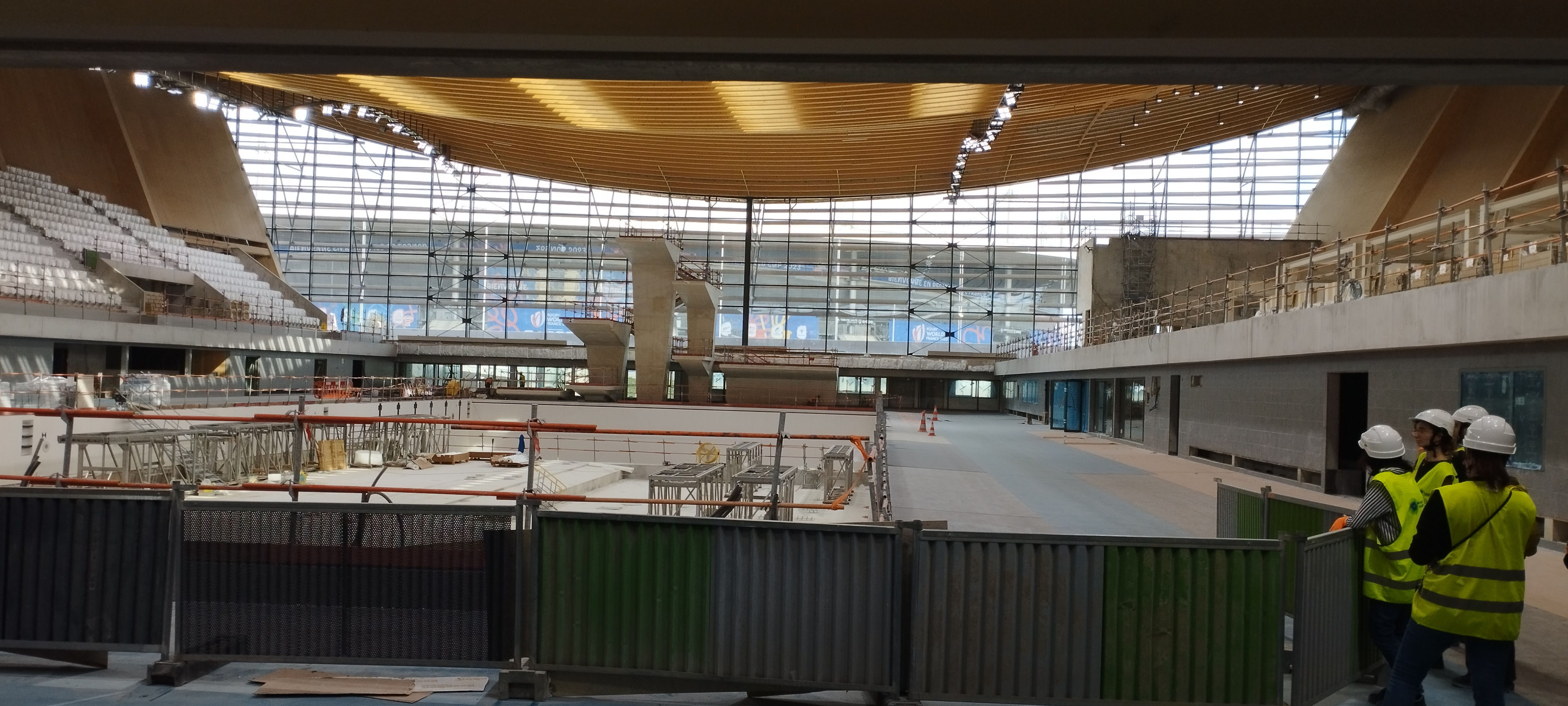
Vista general de la piscina olímpica en construcció, setembre 2023. Al fons, a través del finestral, l'Stade de France.

El centre aquàtic olímpic complirà les especificacions del COI necessàries per a l'organització dels Jocs Olímpics i Paralímpics i per a la celebració de competicions de salts, waterpolo i natació sincronitzada amb una piscina 50 × 25, una piscina de salts 22,20 × 25  per 6.000 places.
El sostre del centre aquàtic és sostingut per 91 catenes de 21 cm d'ample, 55,2 cm d'alçada, per una longitud de 90 metres (273 elements de 30 metres). L'octubre de 2022, es va instal·lar l'última catenària per formar la catena de fusta còncava més gran del món amb la seva envergadura de 90 metres. Es beneficia d'un disseny tèrmic econòmic amb un sostre còncau, fet de fusta certificada FSC europea, que es redueix en 30 % del volum a escalfar. La construcció va emprar 1.200 tones de materials d'origen biològic, mentre que la coberta rebrà 5.200 m² de plaques fotovoltaiques per tal de contribuir al fet que l'edifici produeixi o recuperi 90 % de l'energia que consumeix. El mobiliari dels restaurants, bars i entrades es va fer amb fusta recuperada al lloc mentre que les graderies es construiran amb plàstic reciclat recollit a les escoles de Saint-Denis, amb seients de la grada fets íntegrament amb taps de plàstic. El centre estarà equipat amb un sistema de recuperació d'aigua de pluja desenvolupant solucions innovadores per a la recuperació d'aigües grises i pluvials.

## Passarel·la a l'Stade de France

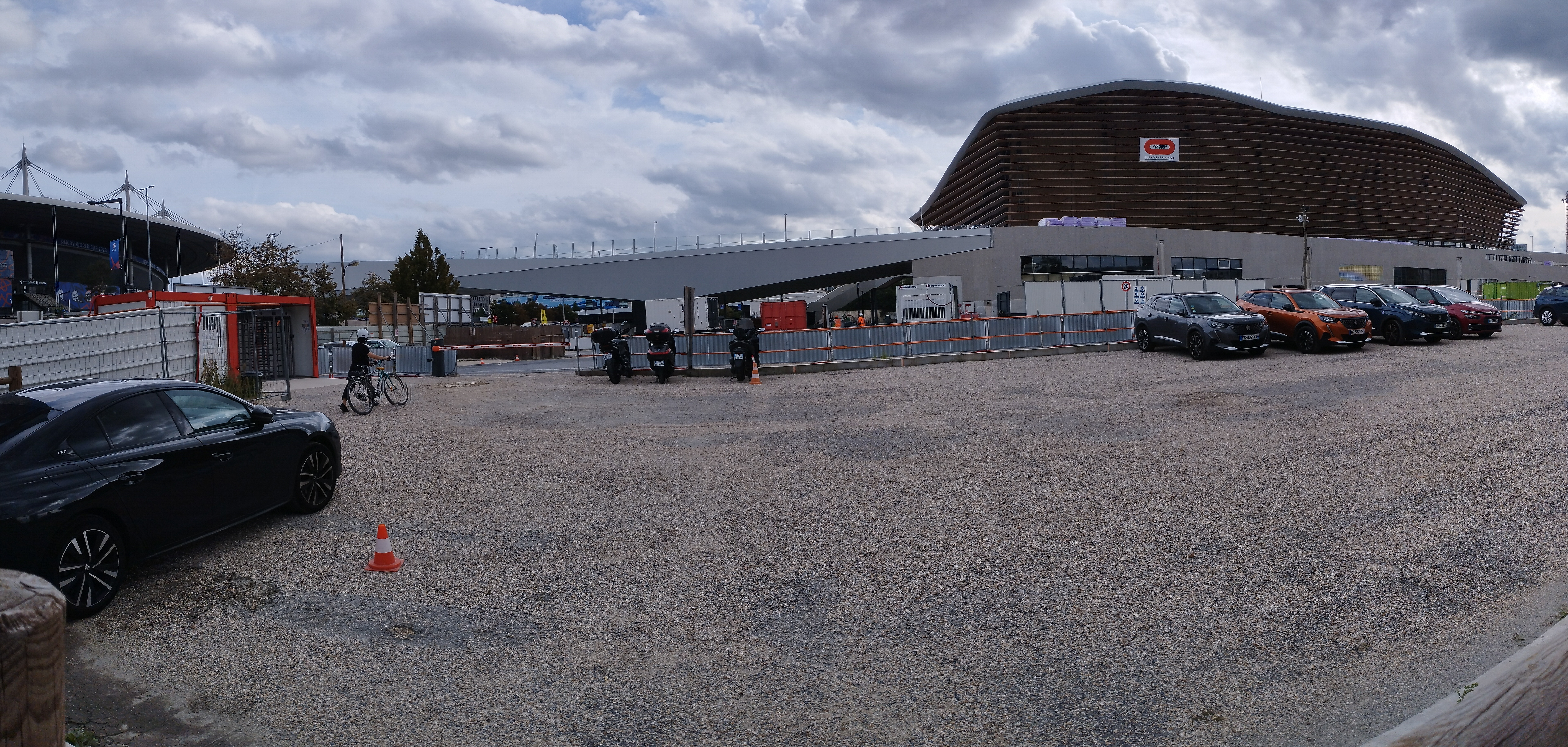
Stade de France, la passarel·la i la piscina olímpica en construcció (setembre 2023).

A l'agost de 2022, es va instal·lar un pont per a vianants sobre l'autopista A1, que representava una ruptura urbana, per tal de connectar l'Stade de France (on es van celebrar les proves d'atletisme, entre altres) i el sector Plaine Saulnier on es troba la piscina. La passarel·la és una estructura d'acer de 950 tones de 100 × 18 metres col·locada sobre suports a banda i banda de la carretera. Després dels Jocs, l'amplada del trànsit es reduirà a 12 metres per crear paisatgisme.

## Mitjans d'accés

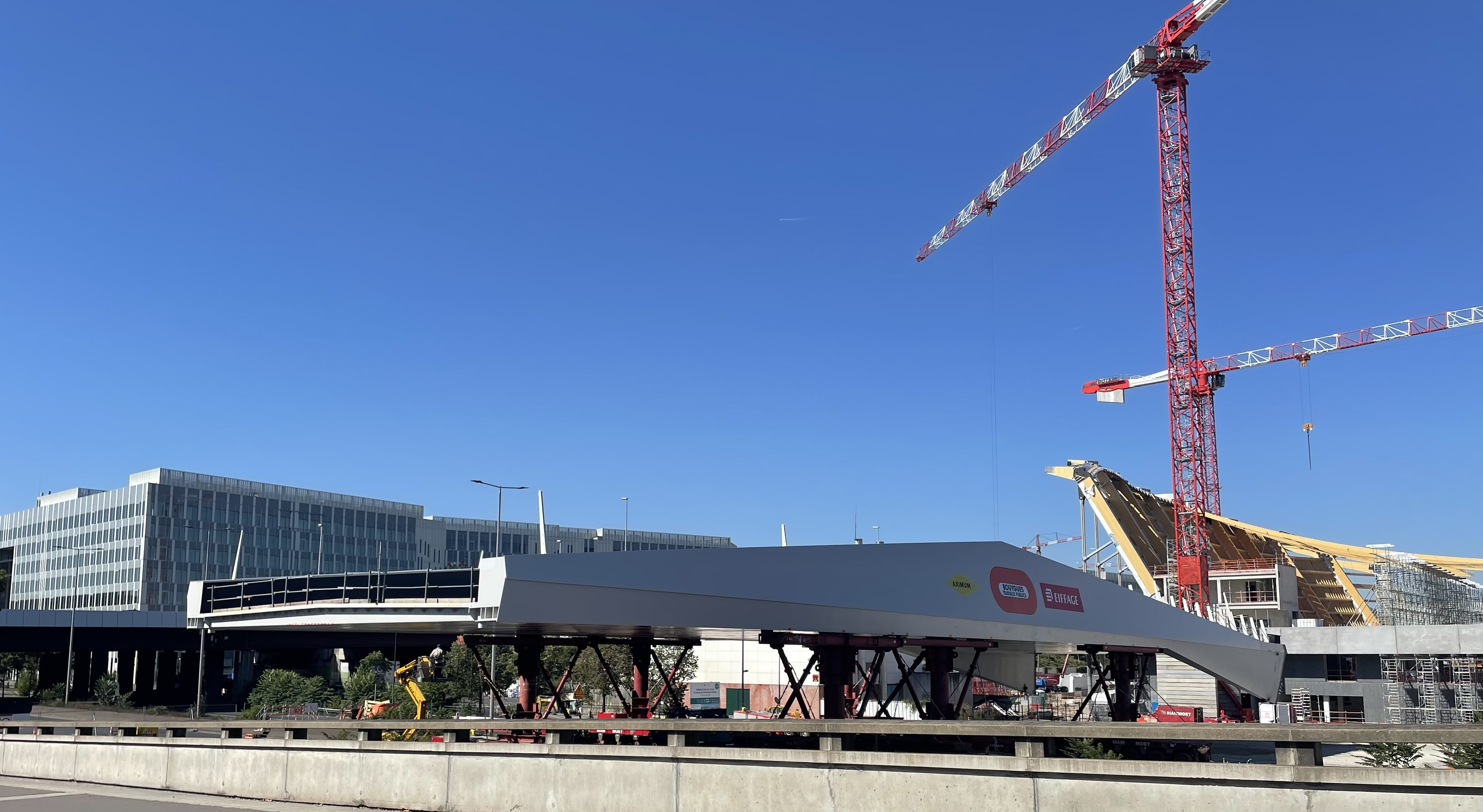
Treballs per a la instal·lació de la passarel·la (agost 2022).

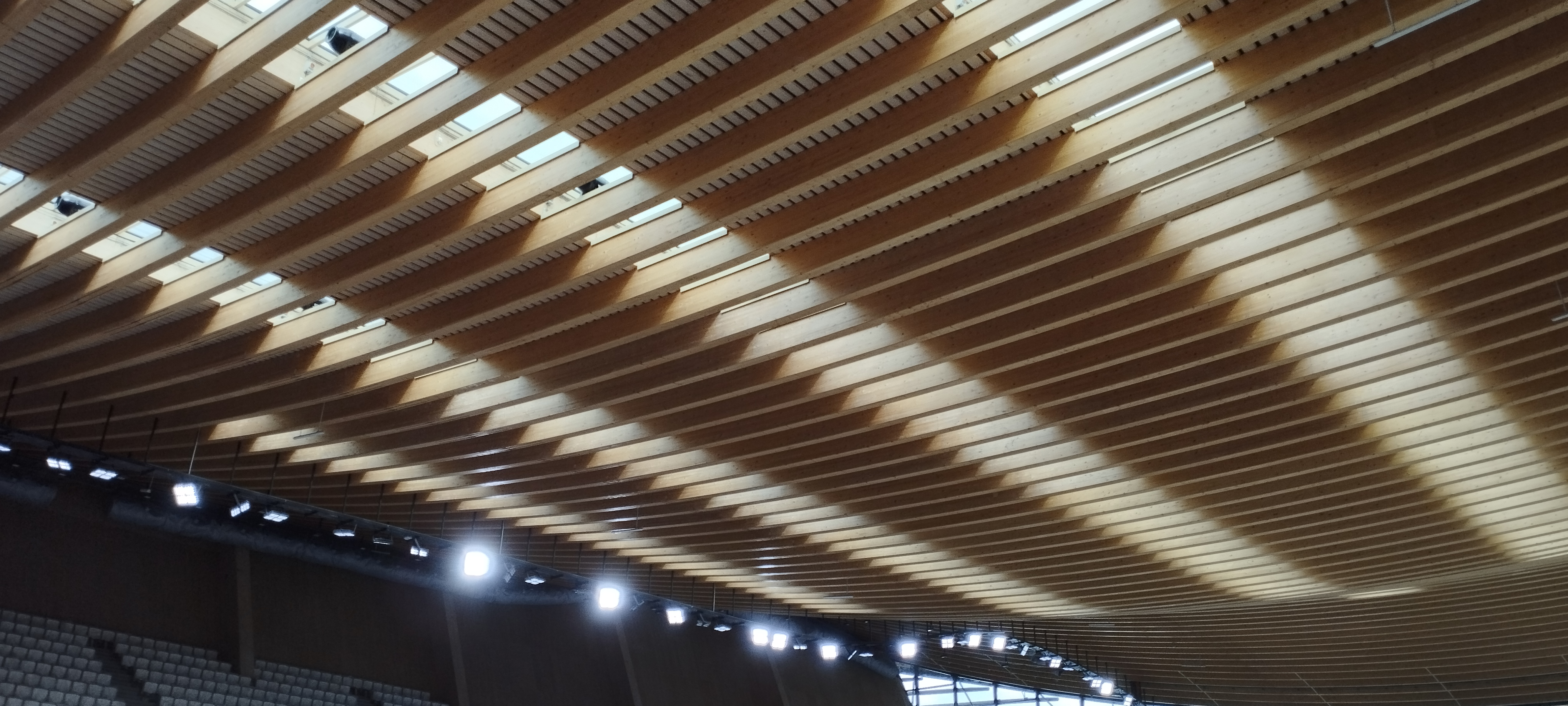
El marc de catena còncava.

- Línia 13 de metro per l'estació de Saint-Denis - Porte de Paris o l'estació de Carrefour Pleyel
- Línia 14 de metro per l'estació de Saint-Denis Pleyel
- RER línia B a l'estació de La Plaine - Stade de France
- RER línia D a l'estació de Stade de France - Saint-Denis
- Tramvia T8 via Saint-Denis - Estació de Porte de Paris

## Principals competicions
El centre aquàtic acull diversos esdeveniments dels Jocs Olímpics i Paralímpics 2024, i en el futur els Campionats d'Europa de Natació 2026.